# Agonimia pacifica
Agonimia pacifica är en lavart som först beskrevs av H. Harada, och fick sitt nu gällande namn av Diederich. Agonimia pacifica ingår i släktet Agonimia och familjen Verrucariaceae.   Inga underarter finns listade i Catalogue of Life.